# John Studebaker
John Mohler Studebaker (Gettysburg, 10 ottobre 1833 – 16 marzo 1917) è stato un imprenditore statunitense.

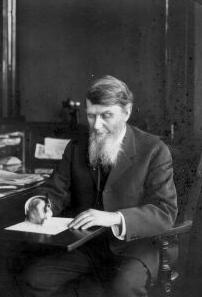
John Studebaker

Fu attivo nell'industria di produzione di carri e automobili.
La famiglia era d'origini tedesche, e fu cofondatore della Studebaker. Fu il terzo di cinque fratelli, ed ebbe un ruolo chiave nella crescita dell'azienda durante gli anni in cui fu presidente, cioè dal 1868 al 1917. Fu l'unico dei fratelli Studebaker che vide la società impiegata nel campo automobilistico.

## Biografia
John Mohler Studebaker nacque a Gettysburg, in Pennsylvania, da John S. Studebaker e Rebecca Mohler e si trasferì con la famiglia nella Contea di Ashland, in Ohio, nel 1836. Nel 1852, mentre i suoi due fratelli maggiori Henry e Clement divennero fabbri a South Bend, in Indiana, John andò a Placerville, in California, con la speranza di fare affari nella corsa all'oro californiana. Dopo essere arrivato, capì che di minatori e cercatori d'oro ce n'erano a sufficienza, e si mise a costruire carriole per questi ultimi, dandosi il soprannome di “Wheelbarrow Johnny” (cioè “Carriole Johnny”) Questo sito di produzione è ora il 142º National Historic Landmark della California
John tornò a South Bend nel 1858 e contribuì con 8000 dollari che guadagnò in California all'attività dei fratelli, che dall'anno precedente iniziarono a produrre carrozze con il marchio “Studebaker Wagon Corporation”. I fratelli Studebaker iniziarono a fornire carrozze all'Esercito dell'Unione durante la guerra di secessione americana. Cambiarono il nome dell'attività in “Studebaker Brothers Manufacturing Company” nel 1868, con John come Amministratore delegato.

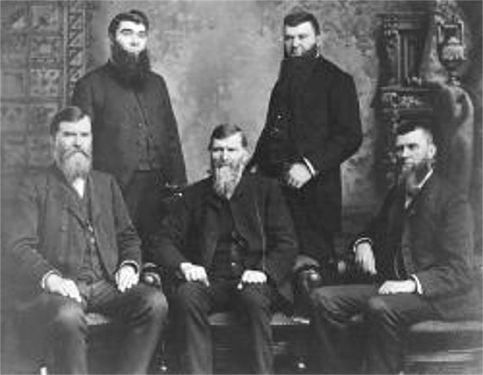
I fratelli Studebaker. Da sinistra a destra, e dall'alto in basso, Peter e Jacob, Clement, Henry e John M.

Nel dicembre del 1901, all'età di 68 anni, John fu l'unico vivente dei fratelli Studebaker. Visitò il salone dell'automobile di Chicago, e cominciò ad accettare le proposte di suo genero Fred Fish, cioè che le auto elettriche sarebbero state il futuro per al Studebaker. Nel 1902 furono realizzati 20 esemplari della Studebaker Electric, incluso uno posseduto da John stesso.
Fish, che sposò la figlia di John, Grace, nel 1891, iniziò a collaborare con la Studebaker ed a perorare la causa per le “carrozze senza cavalli”, vale a dire le automobili. Nel 1904 John negoziò un accordo con la Garford di Elyria in Ohio per installare corpi vettura forniti dalla Studebaker su un telaio con motore, creando così la Studebaker-Garford. Già nel 1907 il mercato delle automobili superò quello delle carrozze.
L'anno seguente John acquistò un terzo della Everett-Metzger-Flanders (E-M-F) di Detroit, un precursore della General Motors, ed entrò nella sua catena di stribuzione. Nel 1909 la Studebaker guadagnò 9,5 milioni di dollari con la vendita di automobili in cooperazione con le altre compagnie. Nel 1910 la Studebaker acquistò dalla J.P. Morgan & Co. la restante parte della E-M-F Company. Nel 1911 la compagnia venne rinominata “Studebaker Corporation”, e produceva automobili a benzina, ma non più veicoli elettrici, continuando però la fabbricazione di carri e carrozze. 
John disse:
(John Studebaker)
Con l'inizio della prima guerra mondiale John inviò un telegramma al Presidente degli Stati Uniti d'America, Thomas Woodrow Wilson, offrendo gli stabilimenti della Studebaker per la conversione degli impianti produttivi in forniture di veicoli militari. 
John restò presidente della Studebaker fino alla morte, nel 1917 a 83 anni. Il suo nome è inserito nell'Automotive Hall of Fame.